# 雪山梁隧道
雪山梁隧道，位于中华人民共和国四川省阿坝藏族羌族自治州松潘县境内，是301省道川主寺至黄龙段的一座单洞公路隧道，穿越岷山主峰雪宝顶。是四川省阿坝州“十二五”重点建设工程，“5.12”汶川大地震灾后重建项目，以及连接九寨沟和黄龙两大景区的重要通道。属高寒高海拔超特长公路隧道，主洞全长7966米，平行导洞全长8086米。总投资12.12亿元人民币，主体工程于2012年9月16日正式开工，建设工期5年，是当时阿坝州最长的公路隧道，也是中国已建成的最长二、三级公路隧道。该隧道的通车，使川主寺至黄龙景区之间的线路缩短了23公里，并避开翻越海拔4007米的雪山梁垭口，提升了行车安全系数。

## 工程规模
项目路线起于原  平松公路川黄段K2+600（传子沟村）处，沿八十沟沟谷上行，翻越托儿寨垭口后，下至东门沟再逆沟而上，经神门子、塘水沟后，至东门沟海拔3379.73米高程进洞，以隧道穿越雪山梁山顶后，在大岩方海拔3370.41米出洞，接原公路K36+725.34处。全长17.5公里，其中隧道长7.966公里（平行导洞长8.086公里），洞外新修引道9.626公里。全线采用二级公路技术标准，隧道设计车速60公里/小时，设计荷载公路－Ⅱ级，主洞净空10.0×5.0米，平导净空4.5×5.0米，地震设防烈度Ⅷ度。引道设计车速40公里/小时，设计荷载公路－Ⅱ级。路基宽度8.5米，路面采用沥青混凝土，厚度为4厘米+5厘米。

## 建设历程
2010年12月30日，雪山梁隧道开工仪式在川主寺举行。
2012年9月16日，隧道工程正式开工，划分两个标段同时向中间施工。其中，A标段由中铁一局集团有限公司承建，主洞起讫桩号K11+584～K15+580，长3996米，起点海拔3379.69米，止点海拔3412.38米；平导起讫桩号PK11+446～PK15+580，长4134米，起点海拔3374.99米，止点海拔3412.38米。B标段由中铁十五局集团有限公司承建，主洞长3984米，净空面积59.94平方米；平导长3984米，净空面积29.2平方米。
2016年10月9日，平行导洞贯通。11月29日，主洞贯通。2017年10月1日，雪山梁隧道开始进入试运营阶段。2018年10月26日，雪山梁隧道工程通过交工验收，正式通车运行。